# Lonate Pozzolo
Lonate Pozzolo é uma comuna italiana da região da Lombardia, província de Varese, com cerca de 11.485 habitantes. Estende-se por uma área de 29 km², tendo uma densidade populacional de 396 hab/km². Faz fronteira com Bellinzago Novarese (NO), Castano Primo (MI), Ferno, Nosate (MI), Oleggio (NO), Samarate, Vanzaghello (MI), Vizzola Ticino.

## Demografia
| Variação demográfica do município entre 1861 e 2011                               |
|                                                                                   |
| Fonte: Istituto Nazionale di Statistica (ISTAT) - Elaboração gráfica da Wikipedia |